# Kapitol Spojených států amerických
Kapitol Spojených států amerických (anglicky The United States Capitol) je klasicistní budova ve Washingtonu, D.C. Je místem schůzí Kongresu, zákonodárného sboru Spojených států amerických, sestávajícího ze Sněmovny reprezentantů, v počtu 435 zástupců, jejichž počet z konkrétního státu Unie závisí na velikosti populace tam žijící (poměrné zastoupení) a Senátu, z každého státu dva a celkově 100 zástupců. Kapitol byl postaven na přelomu 18. a 19. století, v polovině 19. století byl pak rozšířen. Sestává z rotundy s kopulí a dvou postranních křídel. Budova je 229 m dlouhá a až 107 m široká, nejvyšší bod dosahuje výšky 88 m; po Bílém domě byl první takto velkou stavbou ve Washingtonu, D.C. a celé město vznikalo poté kolem něj. Součástí komplexu Kapitolu jsou budovy Knihovny Kongresu a Nejvyššího soudu USA. Mezi několika kancelářskými budovami a Kapitolem funguje podzemní dráha.

## Historie
Kapitol byl postaven ve dvou fázích, v letech 1793 až 1823 a poté rozšířen v letech 1851 až 1863. Budova byla později mnohokrát přestavována a restaurována.
V srpnu roku 1814 Kapitol dobyly britské jednotky během britsko-americké války a parlamentní budovy byly vypáleny a vyrabovány. V roce 1954 skupina Portorických nacionalistů požadujících nezávislost ostrova zaútočila střelbou na zákonodárce. Útok se obešel bez obětí na životech. V lednu 2021 do komplexu vnikli podporovatelé končícího prezidenta Donalda Trumpa, kteří poškodili a částečně vyrabovali jeho vnitřní vybavení.